# روبين راميريز
روبين راميريز (بالإسبانية: Rubén Ramírez)‏ (17 أكتوبر 1982 في الأرجنتين - ) هو لاعب كرة قدم أرجنتيني في مركز الهجوم. لعب مع أوداكس إيتاليانو وبانفيلد وتيرو فيديرال وغودوي كروز وكيلمس ونادي أتليتيكو كولون ونادي راسينغ وClub Atlético Temperley ‏.

## وصلات خارجية
- روبين راميريز على موقع قاعدة بيانات كرة القدم.إي يو (الإنجليزية)
- روبين راميريز على موقع Soccerway.com (الإنجليزية)